# イサム・ノグチ
イサム・ノグチ（Isamu Noguchi、1904年11月17日 - 1988年12月30日）は、アメリカ合衆国ロサンゼルス出身の彫刻家、造園家、作庭家、インテリアデザイナー、舞台芸術家。日系アメリカ人。日本名は野口 勇（のぐち いさむ）。ニューヨーク建築協会金賞、アメリカ国民芸術勲章、京都賞思想・芸術部門受賞など、アメリカと日本はもとより世界で愛された。北海道札幌市のモエレ沼公園は彼の遺作にして金字塔でもあった。

## 略歴
1904年、日本人詩人の野口米次郎とアメリカ人作家のレオニー・ギルモアとの間に生まれる。1907年、ノグチが3歳の時に母レオニーと来日し、米次郎と同居する。そして米次郎は武田まつ子と結婚し、ノグチは野口勇として森村学園付属幼稚園に通園する。1年後に神奈川県茅ヶ崎市に転居して地元の小学校へ転入し、その年に母レオニーがノグチにとっては異父妹となるアイリスを出産する。1913年からは母の姓であるイサム・ギルモアを名乗り、横浜市のセント・ジョセフ・インターナショナル・カレッジへ転入し、茅ヶ崎の自宅の新築設計を手伝うなど数々の建築作品に携わった。学校に通う中、1915年にノグチは一学期間休学し、母親の個人教授を受けながら茅ヶ崎の指物師の見習い修行をしていく。学校を卒業した後、1918年6月には母の意思で単身でアメリカへ送られ、7月にインディアナ州ローリング・プレーリーのインターラーケン校に入学するが、8月に同校は閉鎖する。エドワード・ラムリーが父親代わりとなり、C・マック宅に寄宿し、ラ・ポート高校に通学しトップの成績で卒業する。卒業写真に残したノグチの言葉は、「大統領になるよりも、僕は、真実こそを追求する。」であった。
ノグチの胸に母が植えつけた願望、「アーティストになりたい」というノグチのために、ラムリーはスタンフォード在住の彫刻家ガットスン・ボーグラムに助手としてノグチを預けた。
1923年に、ボーグラムとノグチとは馬が合わず、ノグチはニューヨークへ移りコロンビア大学（医学部準備過程）に入学し、日本から帰米してきた母と暮らすようになる。そこでノグチは医学部に在籍しつつ、レオナルド・ダ・ヴィンチ美術学校の夜間の彫刻クラスに通い、入学してすぐに初の個展を開催した。
ノグチはナショナル・スカルプチャー協会の会員に選ばれ、ナショナル・アカデミー・オブ・デザインに出品する。美術学校の校長オノリオ・ルオットロからは彫刻に専念することを勧められる。
1925年ノグチは、ニューヨークで活躍していた日本人の舞踏家伊藤道郎の仮面を制作した。これがノグチにとって初めての演劇関連のデザインであった。2年後にグッゲンハイム奨学金を獲得しパリ留学を果たす。約6ヶ月間、彫刻家コンスタンティン・ブランクーシに師事してアシスタントを務め、夜間の美術学校に通うが、1年後に奨学金の延長が認められずニューヨークに戻り、アトリエを構える。翌年、個展を開いた。
ノグチは1930年から1931年にかけ、パリ経由で日本に渡航、京都・奈良などを周遊し、窯元で陶芸を学ぶなどして、約8ヶ月程度滞在した。この日本滞在の折、長野県軽井沢の新渡戸稲造別荘で、同じく偶然滞在していたチャールズ・リンドバーグと言葉を交わしている。
1935年に在米日本人芸術家の国吉康雄、石垣栄太郎、野田英夫らと共にニューヨークの「邦人美術展」に出展する。
太平洋戦争の勃発に伴い、在米日系人の強制収容が行われた際には自らアリゾナ州のポストン戦争強制収容センターに志願拘留された。しかし、アメリカ人との混血ということでアメリカ側のスパイとの噂が立ち、他の収容者達から、冷遇されてしまった。その事から、自ら収容所からの出所を希望するも、今度は日本人であるとして、出所できなかった。後に、芸術家仲間フランク・ロイド・ライトらの嘆願書により出所。その後は、ニューヨークのグリニッジ・ヴィレッジにアトリエを構えた。
終戦後、ノグチは1947年にジョージ・ネルソンの依頼で「ノグチ・テーブル」をデザイン・制作するなど、インテリア・デザインの作品に手を染める。
1950年5月2日に再来日。同年8月18日から8月27日にかけて銀座三越で個展を開き、その時に日本では著名な建築家である丹下健三、谷口吉郎、アントニン・レーモンドらと知己になる。1年後にまた来日し、リーダーズダイジェスト東京支社の庭園の仕事の依頼を受け、また当時の岐阜市長の依頼で岐阜提灯をモチーフにした「あかり (Akari)」シリーズのデザインを開始。

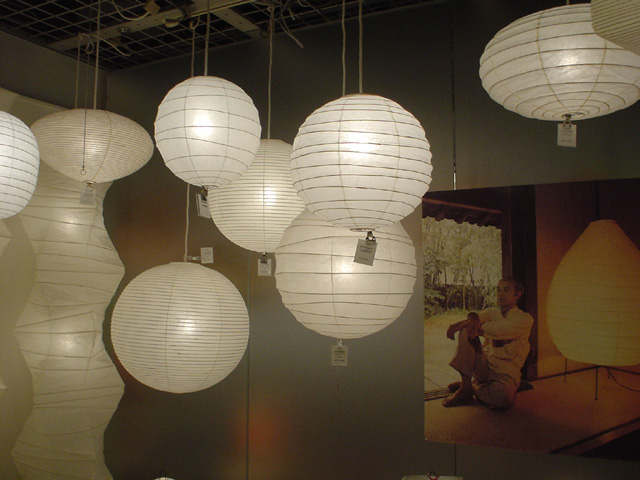
「あかり (Akari)」シリーズ

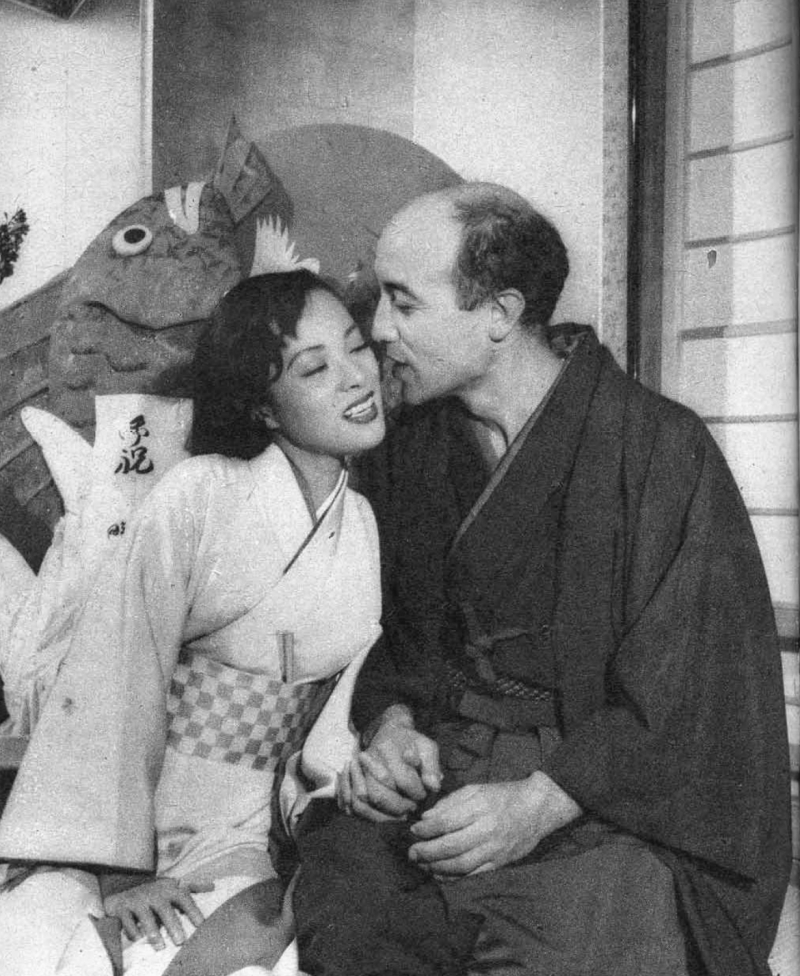
結婚披露宴での、イサム・ノグチと山口淑子。1951年12月15日夕方、東京都港区白金台の般若苑にて『婦人画報』1952年3月号三木淳撮影

同年、山口淑子（李香蘭）と結婚する（1956年に離婚）。鎌倉の北大路魯山人に陶芸を学び、素焼きの作品制作に没頭する。この頃に魯山人の邸宅敷地内にアトリエ兼住まいも構えた。同年、広島平和記念公園のモニュメント（慰霊碑）にノグチのデザインが選ばれたが、原爆を投下したアメリカの人間であるとの理由で選考から外れた。しかしノグチのデザインの一部は、平和公園にある丹下健三設計の「原爆慰霊碑」に生かされている（丹下はこのプロジェクトにノグチの起用を推挙した）。また、戦災復興都市計画に伴い計画され、平和公園の東西両端に位置する平和大橋・西平和大橋のデザインはノグチの手によるものである。ノグチは1964年「ケネディ大統領墓所」のデザインを設計したこともあるがこちらは日系であるとの理由で却下された。
1961年からはアメリカに戻り、ニューヨーク州のロングアイランドシティにアトリエを構え、精力的な活動をし始める。まずはアメリカの企業IBM本部に2つの庭園を設計し、幼少の頃住んでいた神奈川県にある横浜のこどもの国で遊園地の設計が実際の計画に移された。
そして1968年にホイットニー美術館において大々的な回顧展が開催され、翌69年にシアトル美術館にて彫刻作品『黒い太陽(ブラック・サン)』を設置する。また、東京国立近代美術館のために『門』を設置する。この年、ユネスコ庭園への作品素材に香川県の庵治町（現・高松市）牟礼町で産出される花崗岩の庵治石を使ったことをきっかけに牟礼町にアトリエを構え、「あかり (Akari)」シリーズを発表する。ここを日本での制作本拠とし、アメリカでの本拠・ニューヨークとの往来をしながら作品制作を行う。

万博記念公園に残る噴水の一部「月の世界」（左）

1970年には大阪北部での日本万国博覧会の依頼で噴水作品を設計し、芸術協会主催によるパーム・ビーチ彫刻競技会にて作品『インテトラ』が2等受賞した。同時期に、東京の最高裁判所の噴水を設計し、設置する。

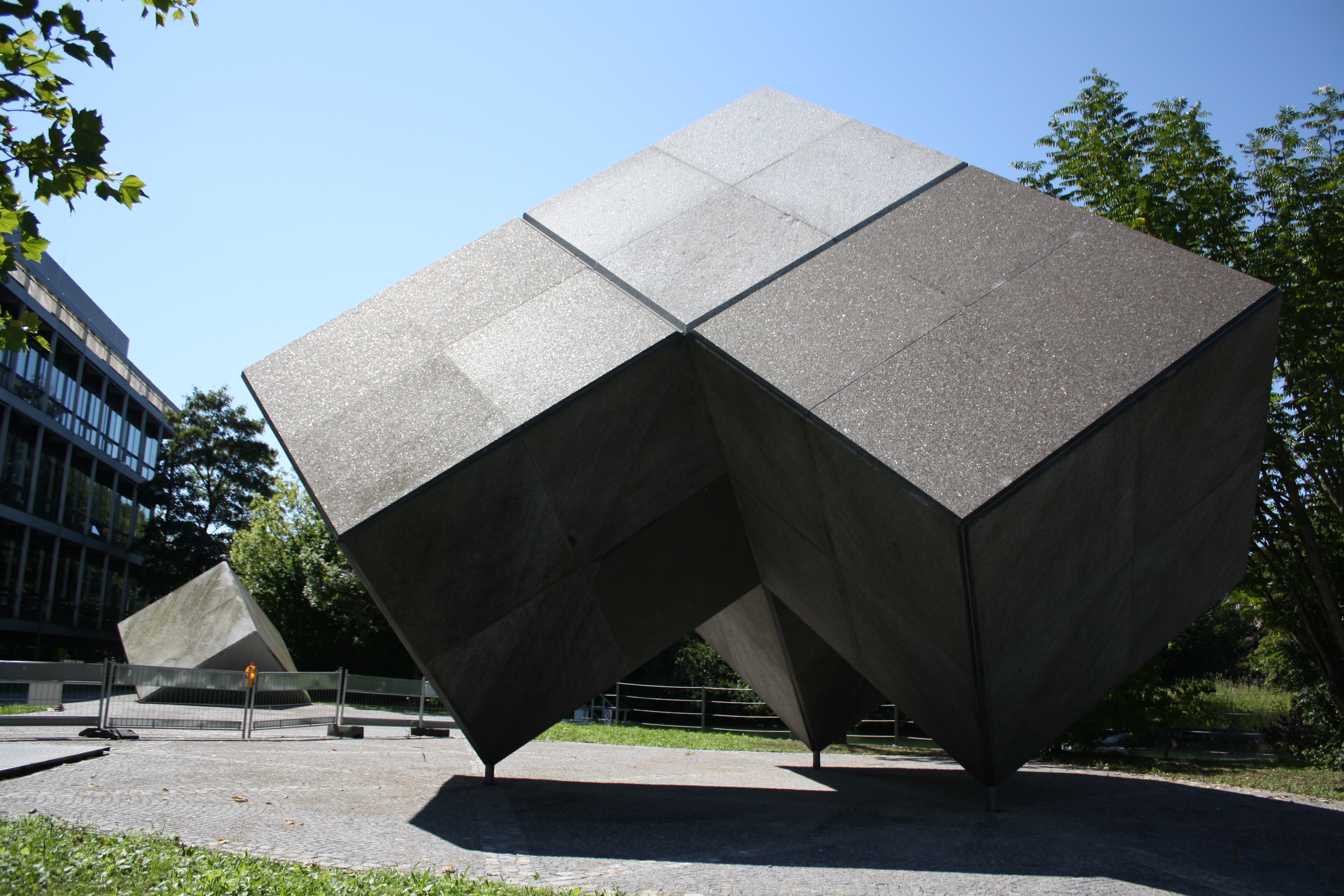
Zwillingsplastik 1972 ミュンヘン

1984年からロング・アイランド・シティにあるノグチ ミュージアムが一般公開される。同年、コロンビア大学より名誉博士号を授与され、ニューヨーク州知事賞を受賞する。1年後に1986年開催のヴェネツィア・ビエンナーレ（第42回）のアメリカ代表に選出され、同年日本の稲森財団より京都賞思想・芸術部門を受賞、1987年にはロナルド・レーガン大統領からアメリカ国民芸術勲章を受勲する。
1988年に勲三等瑞宝章を受勲し、北海道札幌市のモエレ沼公園の計画に取り組んだ。これは公園全体を一つの彫刻に見立てた「最大」の作品であったが、ノグチはその完成を見ることなく同年12月30日、心不全によりニューヨーク大学病院で84歳の生涯を閉じた。母レオニーの命日に1日だけ先んじ、ノグチもその天命をまっとうした。
没後翌年にはノグチの遺志を継いだ和泉正敏 が制作した遺作『タイム・アンド・スペース』が完成し、香川県の新高松空港に設置された。
1999年には制作の本拠地であった高松市牟礼町にイサム・ノグチ庭園美術館が開館した。ノグチがマスタープランを手がけてから16年後の2004年にモエレ沼公園は完成し、翌2005年にグランドオープンした。モエレ山、プレイマウンテン、テトラマウンド、ノグチデザインの遊具のエリア、さくらの森、テニスコートや野球場などを含む188ヘクタールの広大な公園である。
2010年11月20日に松井久子監督により、ノグチの母を題材とした日米合作映画『レオニー』が公開された。
2013年8月、宮本亜門原案・演出による舞台『iSAMU〜20世紀を生きた芸術家 イサム・ノグチをめぐる3つの物語〜』が3年の創作期間を経て上演された（PARCO劇場ほか）。

## 逸話
- 1909年、作家・獅子文六(本名:岩田豊雄)が慶応普通部の頃、大森・山王に一家で転入した時期に、母・レオニー・ギルモアとイサム・ノグチの家の近くであり、文六の姉を通して一家で親交があった。紺かすりの着物を着せられ、日本語も相当分かり人懐っこいイサムを文六の姉は大変に可愛がったが、年上の文六はノグチを少しイジメたりした。戦後、彼が前衛芸術家として華々しく来日した時は大いに驚いたと述懐している。また茅ケ崎に転居したレオニー母子の空家に入って、その感慨を「紅いランプの家」と題して博文社の「文章世界」に投稿し、文六青年は大賞を獲得した[10]。
- ノグチが絶対的な信頼を寄せていた石工の和泉正敏（1938年 - 2021年、前イサム・ノグチ日本財団理事長）を制作のパートナーに選んだ理由について「美術学校へ行っていないのがいい。英語ができないのがいい。石が好きなのが一番いい」と語っている[11]。

ブラック・スライド・マントラ

- ノグチが札幌市の大通公園西8・9丁目に制作した「ブラック・スライド・マントラ」がある場所は、元は他の各丁目を区切る通りと同様に、大通公園を南北に横断する道路だった場所である。ブラック・スライド・マントラは9丁目に既にあった幅広い石の滑り台（クジラ山）を撤去して設置される予定だったが、現地を視察したノグチは、子どもたちに親しまれているクジラ山をそのまま残し、空間全体のバランスを考えた上で、大通公園8丁目と9丁目とをつなぎ、その間の道路にあたる場所に設置することを主張した。一見、無謀とも思える提案だったが、それでも札幌市は「子供らの遊び場に」（「ブラック・スライド・マントラ」は）「子どもに遊ばれて、完成する」というノグチの意思を尊重し、8丁目・9丁目間の道路をふさいで2丁にわたった公園とした。本作の所在地が大通公園西8丁目と9丁目にまたがっているのは、その名残である。また、本作の題名「ブラック・スライド・マントラ」は、古代インドの天文台「YANTRA MANTRA」にちなんで名付けられたものである。
- 1988年11月、翌年2月に大阪で開催される個展の最終確認の際、予定の会場に不満をもっていたノグチは、構成を担当していた安藤忠雄の設計したガレリア・アッカを気に入り、急遽会場を変更した。しかし、同年12月に亡くなったことで実際に個展を見ることはかなわなかった[12]。

## 作品
- ベンジャミン・フランクリン メモリアル（フランクリン広場（英語版）、1933年）
- マーサ・グレアム「フロンティア」の舞台装置（英語版）（1935年）
  - 他にも「アパラチアの春」等グレアムの作品を多数担当
- メキシコの歴史（壁画、アベラルド・L・ロドリゲス市場内、1936年）
- 地形の遊び場（1941年）
- シリンダーランプ（1944年）
- フリーフォームソファとオットマン（1946年）
- 火星から見られる彫刻（1947年）実現せず
- タイム＝ライフ・ビルの天井（1947年）現存せず
- ノグチ・テーブル（英語版）（1947年）
- ジョージ・バランシン「オルフェウス」の舞台装置（1948年）
- コネチカットジェネラル生命保険会社中庭（コネチカット州ブルームフィールド、1953年）
- ダイニング・テーブル（1954年）
- ロッキング・スツール（1955年）
- 666 フィフス・アヴェニューの水の彫刻と天井（1957年）
- プリズマティック・テーブル（1957年）
- ユネスコの日本庭園・平和の庭（パリ、1958年）[13]
- イェール大学ベイニッケ図書館の沈床園（SOMと協同、1960年-1964年）
- チェース・マンハッタン銀行ビルの沈床園（1964年）
- IBM本社庭園（1964年）
- ビリーローズ彫刻庭園（1965年）
- 赤い立方体（1968年）
- ブラック・サン（英語版）(1969年)
- Sinai（英語版）(1969年)
- バイエリッシェ・フェライン銀行の彫刻（1972年）
- Playscapes（英語版）(1976年)
- 桃太郎（1978年）
- ベイフロント・パーク（英語版）（1979年 - 1993年）
- ボローニャ・フィエラ地区センターの広場（1979年）

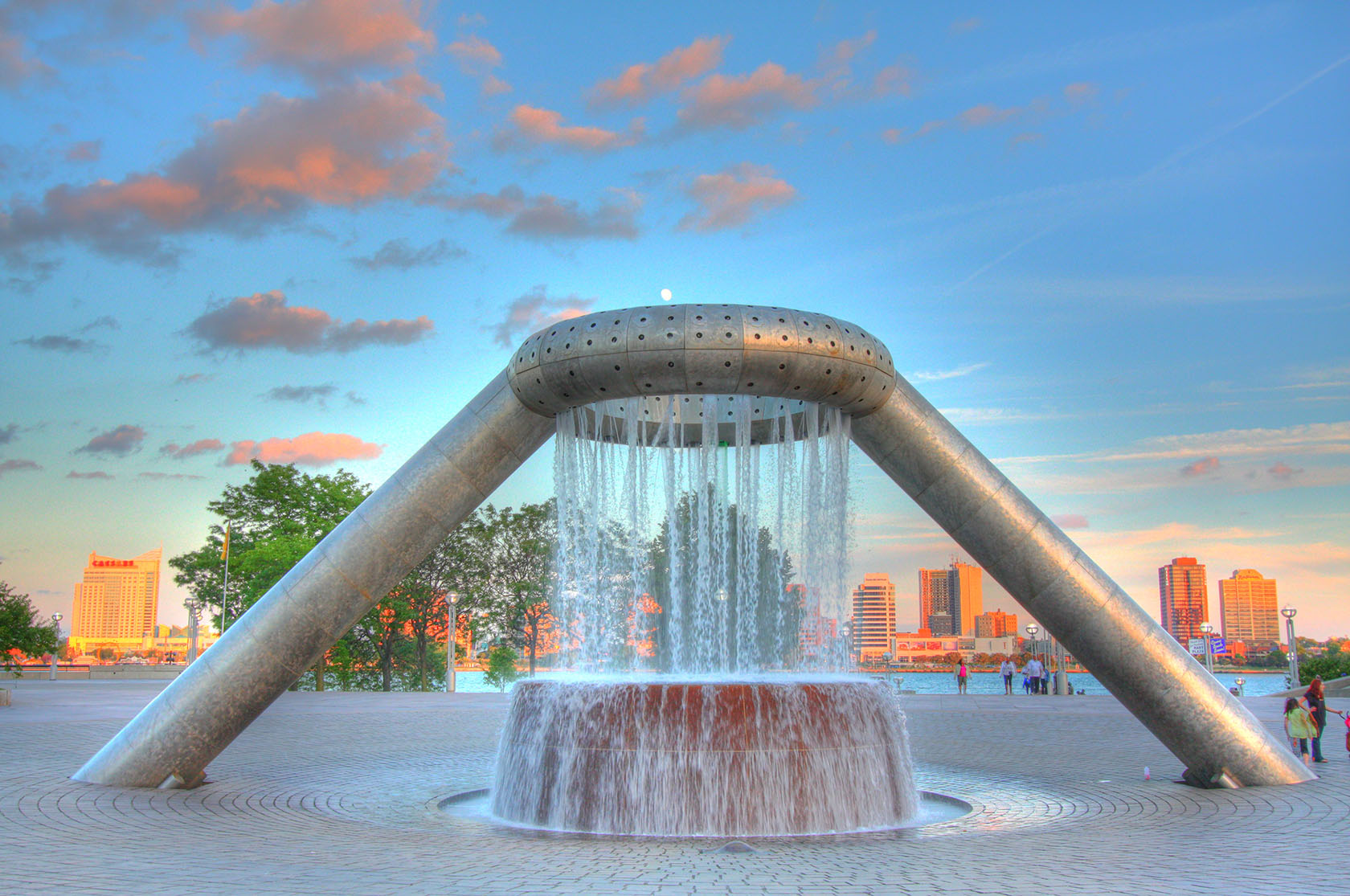
ホーレス・E・ドッジ・ファウンテン

- ホーレス・E・ドッジ・ファウンテン（フィリップ・A・ハート・プラザ（英語版）内の噴水、1979年）
- 日米文化会館の広場（1983年）
- カルフォルニア・シナリオ（1984年）
- ノグチ美術館（英語版）（1985年）
- リリイ・アンド・ロイ・カレン彫刻庭園（1985年）

日本での主な作品
- こけし（神奈川県立近代美術館、1951年）[14]
- リーダーズダイジェスト東京支社の庭園（1951年）現存せず
- 新萬來舎[※ 2]（1951年）
- 「あかり (Akari)」シリーズ（1951年-1986年）
  - 岐阜県の名産品である提灯とコラボレーションして制作された「光の彫刻」。現在も入手可。
- 中央公論社ギャラリー（1952年）現存せず
- 原爆慰霊碑（1952年）実現せず

- 平和大橋・西平和大橋（1952年）
- 門（東京国立近代美術館、1962年）

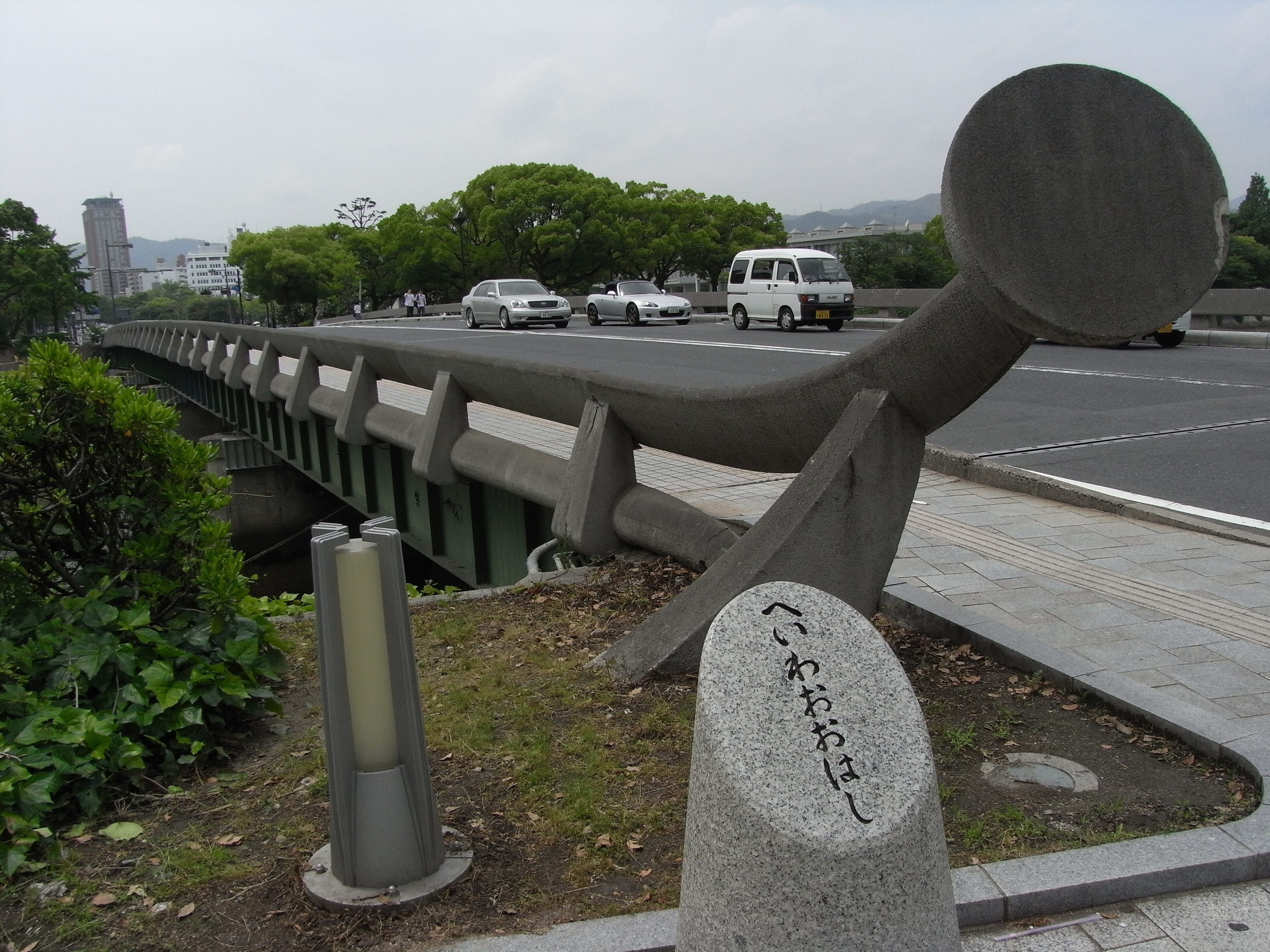
平和大橋

- オクテトラ（英語版）（こどもの国の遊具、1966年）
- 万博記念公園の噴水（1970年）
- つくばい（最高裁判所内、1974年）
- In Silence Walking（東京都庁舎内、1974年）
- 天国（草月会館内、1977年）
- 土門拳記念館の庭園（1983年）
- モエレ沼公園（札幌市東区、1988年-2005年）
- タイム・アンド・スペース（高松空港、1989年）

　　石積みの作品で古墳やピラミッドを思わせる造形で香川の風土、石、技術をすべて盛り込んだ作品
- ブラック・スライド・マントラ[※ 3]（札幌市中央区大通西8丁目大通公園、1992年）
  - 安定感と耐朽性のある黒御影石で形成された、奇妙によじれた渦巻き状のすべり台。

## その他

### ドキュメンタリー
- イサム・ノグチ 地球を彫刻した男（1996年2月12日、札幌テレビ）[15]
- 日曜美術館（NHK教育テレビ → NHK Eテレ）
  - イサム・ノグチの世界（1983年1月9日）[16]
  - 彫刻家 イサム・ノグチの世界（1992年4月12日）[17]
  - イサム・ノグチの地球彫刻（1998年8月2日）[18]
  - シリーズ戦後60年(2)〜イサム・ノグチ 幻の原爆慰霊碑（2005年7月24日）[19]
  - わたしとイサム・ノグチ サカナクション 山口一郎（2021年7月11日）[20][21]
- イサム・ノグチ　幻の原爆慰霊碑（2023年8月5日、NHK BS1）[22]

## 著作文献
- 『イサム・ノグチ　ある彫刻家の世界』 小倉忠夫訳、美術出版社、1969年
- 『イサム・ノグチ　あかりと石の空間』リブロポート、1985年
- 『イサム・ノグチ エッセイ』 北代美和子訳、みすず書房、2018年

## 評伝・作品文献
- ヘイデン・ヘレーラ 『石を聴く イサム・ノグチの芸術と生涯』北代美和子訳、みすず書房、2018年
- ドウス昌代『イサム・ノグチ－宿命の越境者』（上・下）。講談社ノンフィクション賞受賞
  - 講談社 2000年 / 講談社文庫、2003年。伝記
- ドーレ・アシュトン『評伝 イサム・ノグチ』笹谷純雄訳、白水社、1997年
- 『素顔のイサム・ノグチ　日米54人の証言』四国新聞社、2002年
- 『イサム・ノグチの世界』綿引幸造撮影、ぎょうせい、1998年。大型図版本
- 『イサム・ノグチ庭園美術館』イサム・ノグチ日本財団企画・編、2009年、新版2016年
- 『20世紀の総合芸術家イサム・ノグチ　彫刻から身体・庭へ』新見隆監修、平凡社、2017年11月。展覧会図録
- 柴橋伴夫『夢みる少年－イサム・ノグチ』共同文化社、2005年
- 新見隆『イサム・ノグチ　庭の芸術への旅』武蔵野美術大学出版局、2018年
- 松木裕美『イサム・ノグチの空間芸術』淡交社、2021年。研究
- Kenjiro Okazaki, A Place to Bury Names[※ 4]（about Isamu Noguchi and Shirai Seiichi）

以下は入門解説
- めらかよこ『イサム・ノグチ物語』未知谷、2017年。青少年向け伝記
- 『イサム・ノグチ 生誕100年』エクスナレッジムック、2004年
- 『イサム・ノグチ伝説』マガジンハウスムック、2005年
- 新見隆『もっと知りたい イサム・ノグチ　生涯と作品』東京美術「アート・ビギナーズ・コレクション」、2021年